# Voljavče
Voljavče (en serbe cyrillique serbe : Вољавче) est une localité de Serbie située sur le territoire de la ville de Jagodina, district de Pomoravlje. Au recensement de 2011, elle comptait 1 875 habitants.
Voljavče, officiellement classé parmi les villages de Serbie, est également connu sous le nom de Voljevče.

## Démographie

### Évolution historique de la population
| 1948 | 1953 | 1961 | 1971 | 1981 | 1991 | 2002  | 2011  |
| ---- | ---- | ---- | ---- | ---- | ---- | ----- | ----- |
| 652  | 690  | 697  | 698  | 808  | 919  | 1 813 | 1 875 |

|  |